# الوطنية للثروة السمكية والأحياء المائية
الشركة الوطنية للثروة السمكية والأحياء المائية هي إحدى الشركات التابعة لـ«جهاز مشروعات الخدمة الوطنية للقوات المسلحة»، أحد أجهزة وزارة الدفاع المصرية.

## المساهمين
- جهاز مشروعات الخدمة الوطنية للقوات المسلحة.
- جهاز حماية وتنمية البحيرات والثروة السمكية.
- شركة كوين سيرفيس.[3]

## المشروعات
- مشروع بركة غليون (شمال محافظة كفر الشيخ): المرحلة الأولى على مساحة 4000 فدان تقريباً والمرحلة الثانية على مساحة 9000 فدان تقريباً.[4]
- مشروع الفيروز (شرق بورسعيد): على مساحة 26 ألف فدان.[5]
- مشروع مثلث الديبة (غرب بورسعيد): على مساحة 204 فدان.[6]
- مشروع الأقفاص البحرية: يتضمن 100 قفص بحري على مساحة 14 كم من ساحل البحر المتوسط.[6]

## رؤساء الشركة
- اللواء / إسلام عطية ريان.[3]
- اللواء / حمدي بدين.[7]